# Mickaël Bonetto
Pour les articles homonymes, voir Bonetto.
Mickaël Bonetto, né le 11 mai 1994, est un joueur de pétanque français.

## Biographie
Il se positionne en tireur.

## Clubs
- ?-? : Boule tranquille de Miramas (Bouches-du-Rhône)
- ?-2015 : Boule joyeuse de Saint-Cannat (Bouches-du-Rhône)
- 2016-2018 : La Boule diplomate Saint-Victoret (Bouches-du-Rhône)
- 2019-2020 : L'Elysée Salon (Bouches-du-Rhône)
- 2021- : CASE de Nice (Alpes-Maritimes)

## Palmarès[1],[2],[3]

### Jeunes

#### Championnats d'Europe
Champion d'Europe
- Triplette 2016 (avec Thibault Vaillant, David Doerr et Guillaume Magier) :  Equipe de France

### Séniors

#### Championnats d’Europe
Champion d'Europe
- Doublette mixte 2022 (avec Sandrine Poinsot) :  Equipe de France

#### Championnats de France
Champion de France
- Doublette mixte 2022 (avec Marine Tur) : CASE de Nice
- Doublette mixte 2023 (avec Marine Tur) : CASE de Nice

Finaliste
- Triplette 2019 (avec David Riviera et Jérémy Fernandez) : L’Élysée Salon
- Doublette 2022 (avec David Riviera) : CASE de Nice

#### Masters de pétanque
Vainqueur
- 2019 (avec Ludovic Montoro, Stéphane Robineau et Christophe Sarrio) : Equipe de France
- 2021 (avec Christian Fazzino, Jérémy Fernandez et David Riviera) : Equipe Fazzino[4]

#### Trophée des villes
Vainqueur
- 2018 (avec Jordan Clodic, Jérémy Fernandez et David Riviera) : Marseille

#### Mondial La Marseillaise
Vainqueur
- 2023 (avec Mayron Baudino et David Riviera)